# トサカレンカク
トサカレンカク（学名：Irediparra gallinacea）は、チドリ目レンカク科に分類される鳥類の一種であり、Irediparra属で唯一のレンカク類である。他のレンカク類と同じように、熱帯地域の淡水の湿地の浮葉性の植物に適応している。ロータスバードやリリートロッターとしても知られる。
「Jacana」はブラジル-ポルトガル語のJaçanã（同じ鳥のTupi族（en）の名前より。これは[ža.sa.náN]というように発音される）より、カール・フォン・リンネが偽のラテン語の綴り違いでつけられた名前である。

## 形態
冠羽、額と首の背面が黒色で、額を覆う明るい赤色の額板を持ち、対照的に顔とのどは白い。白色の腹面で胸の低い位置に太い黒い帯がある。翼の下面は黒色。第一雨覆い羽、下尾筒および上尾筒は黒く、翼は灰褐色。脚は長く、特に長い指を持つ。大きさは、全長がオスで20-21cm、メスで24-27cm、翼開長は39-46cm、体重はオスで85g、メスで140gである。

## 分布
ボルネオ島南部、フィリピン南部、スラウェシ島、モルッカ諸島、小スンダ列島、ニューギニア島、ニューブリテン島、オーストラリア北部および東部。この種の生息地は、スイレン科やホテイアオイ属のような浮葉性植物が豊富にあるか水面を覆っている淡水の湿地である。

## 生態
食性は雑食性。水面や浮葉植物から種や水生昆虫を探しだし、食べる。
金切り声のような声で、かん高く鳴く。
トサカレンカクは一妻多夫制である。浮葉植物や抽水性植物の上に軽くて薄い巣を作り、メスは黒色の斑があり、つやのある淡い褐色の卵を4つ産卵する。オスのみが抱卵する。幼鳥は早成性で、誕生後は巣をすぐに去る。